# Охотское Приморское управление
Охотское Приморское управление — особая административно-территориальная единица Российской империи, существовавшая в 1731—1783 и 1812—1849 годах. Его административным центорм был Охотск.
Было образовано сенатским указом от 29 апреля 1731 года. Его территория включала побережья Охотского и Берингова морей, в том числе Чукотский полуостров, Камчатку, Алеутские острова и Курильские острова. В 1739 году в его состав был включён также ранее подчинявшийся якутскому воеводе Удский острог с Удским округом, в 1773 году он был возвращен в ведение Якутской воеводской канцелярии.
В 1783 году Охотское Приморское управление было преобразовано в Охотскую область, которая существовала до 1805 года. 
В 1812 году Охотское Приморское управление было воссоздано. В его состав вошли Охотский и Гижигинский уезды (округа). Оно подчинялось Морскому министерству, а также иркутскому общему губернскому управлению и генерал-губернатору Восточной Сибири. 
Во главе Охотского Приморского управления был главный командир, которому подчинялись товарищ, секретарь, канцеляристы, копиисты. В 1822 году был образован совет Охотского Приморского управления, состоявший из охотского начальника (морского офицера), старшего после него офицера, окружного судьи и земского исправника. 
В 1849 году Охотское Приморское управление было упразднено. Гижигинский округ был передан Камчатской области, Охотский округ был передан Якутской области.